# Store Skåne
Store Skåne er en lille ubeboet ø i Østersøen sydøst for Lolland, ca. 8 km øst for Nysted. Øen tilhører Guldborgsund Kommune.